# Marcus Jacob Monrad

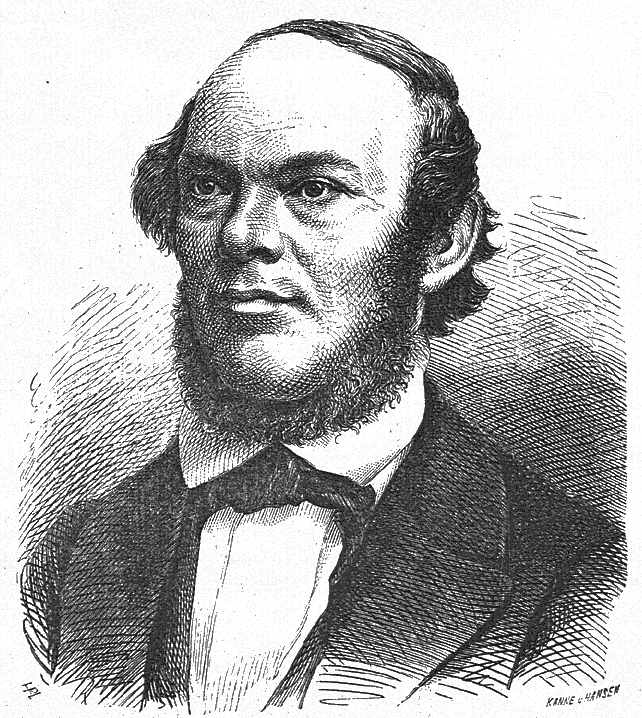
Marcus Jacob Monrad

Marcus Jacob Monrad (* 19. Januar 1816 in Nøtterøy; † 30. Dezember 1897) war ein norwegischer lutherischer Theologe und Philosoph.

## Leben
Marcus Jacob Monrad war der Sohn eines evangelisch-lutherischen Pfarrers. Er studierte Philosophie und Evangelische Theologie. 1845 wurde er Lektor für Philosophie an der Kgl. Frederiks Universitet in Oslo. 1851 berief ihn die Universität zum Professor für Philosophie. Er lehrte dort bis zu seinem Tod. Sein philosophischer Standpunkt war der eines gemäßigten Hegelianers.
Politisch unterstützte Monrad die Union mit Schweden und bekämpfte den Parlamentarismus.

## Schriften (Auswahl)
- De vi logica rationis in describenda philosophiae historia ad Eduardum Zellerum Epistola. Brogger, Christiania 1860.
- Hamlet und kein Ende. In: Philosophische Monatshefte, Jg. 14 (1878), Heft 10, S. 577–594 (auch als Sonderdruck erschienen).
- Denkrichtungen der neueren Zeit. Eine kritische Rundschau. Weber, Bonn 1879.
- Die Mysterien des Christentums vom Gesichtspunkte der Vernunft betrachtet. Eine Studie. Janssen, Leipzig 1896.
- Idee und Persönlichkeit. In: Archiv für systematische Philosophie, Jg. 2 (1896), S. 174–206.
- Das Ding an sich als noumenon. In: Archiv für systematische Philosophie, Jg. 3 (1897), S. 129–149 (online).
- Die menschliche Willensfreiheit und das Böse. Janssen, Leipzig 1898.